# Keisuke Matsuo
Keisuke Matsuo (松尾 景輔, Matsuo Keisuke)  (nascido em 1890 - morreu em 2 de maio de 1943) foi um oficial naval japonês, comandante do 6º SNLF de Yokosuka.
Ele estava no comando durante a ocupação japonesa das Ilhas Gilbert em Betio, Tarawa, de setembro de 1942 a 22 de fevereiro de 1943, após o ataque dos Estados Unidos à Ilha Makin. Por causa da distância entre Kwajalein e Tarawa (580 milhas náuticas), em 15 de fevereiro de 1943, as Ilhas Gilbert, Ocean Island e Nauru foram removidas da 6ª Força de Base em Kwajalein. Elas foram substituídas por uma nova 3ª Força de Base Especial com sede em Betio e o Almirante Saichiro Tomonari substituiu Matsuo. Após a perda do seu comando, Matsuo realizou seppuku em 2 de maio de 1943.